# Aigle (vascello)
Lo Aigle fu un vascello di linea di secondo rango da 74 cannoni che prestò servizio nella marina francese dal 1801 al 1805. 

## Storia
Il vascello da 74 cannoni Aigle, appartenente alla  Classe Téméraire fu impostato presso l'Arsenale di Rochefort il 26 dicembre 1794. La costruzione del vascello fu interrotta il 24 marzo 1795, per riprendere nell'aprile 1798 a cura della impresa Destouches sotto la supervisione del maestro costruttore navale Jean-Marie Houssez. Il vascello venne varato il 6 luglio 1800, terminò l'allestimento nel febbraio 1801, ed entrò in servizio nella Marine nationale il 14 aprile successivo. Nel 1805, al comando del capitano di vascello Pierre Paulin Gourrège, l'Aigle, di ritorno da Santo Domingo, dove aveva sbarcato una legione di soldati polacchi, si trovava ancorato a Cadice da cui salpò per unirsi alla squadra navale del viceammiraglio Pierre Charles Silvestre de Villeneuve partita da Tolone, con cui poi raggiunse le Indie occidentali.  Arrivato sull'isola della Martinica insieme al resto dalla flotta franco-spagnola sbarcò un contingente di soldati francesi per conquistare le posizioni britanniche nei Caraibi. L'ammiraglio de Villeneuve stava aspettando di essere raggiunto dalla squadra navale condotta dal viceammiraglio Honoré-Joseph-Antoine Ganteaume, forte di 21 vascelli e sei fregate, proveniente da Brest. Quello che de Villeneuve non sapeva era che Ganteaume non era mai salpato, bloccato dagli inglesi nel porto di Brest, sulla costa atlantica francese. La flotta franco-spagnola fu impegnata in alcune missioni belliche nella regione catturando delle piccole navi britanniche. Ben presto arrivò la notizia che il viceammiraglio Horatio Nelson era giunto alle Barbados in cerca e della squadra franco-spagnola, e de Villeneuve decise di ritornare in Europa, riprendendo il mare l'11 giugno.
Durante la navigazione di rientrò la squadra franco-spagnola, forte di 20 vascelli di linea, incontrò una squadra navale britannica, al comando del viceammiraglio Robert Calder, forte di 15 navi di linea al largo di capo Finisterre. Nella seguente battaglia del 19 luglio 1805 lo Aigle si trovava in diciottesima posizione nella linea di fila alleata, venendo scarsamente impegnato per registrando la perdita di sei membri dell'equipaggio. Al termine del combattimento gli inglesi catturarono due navi spagnole.  In seguito la flotta combinata arrivò a Finisterre proseguendo poi per Cadice, dove entrò il 17 agosto.
La flotta al comando di de Villeneuve prese il mare il 19 ottobre,  e lo Aigle, al comando di Gourrège, salpò con un equipaggio di 755 uomini come quinta unità della  2ª Divisione della Squadra d'osservazione, dietro le navi della linea Swiftsure, Argonauta, Algesiras e Montañés, e davanti al Bahama di Dionisio Alcalá Galiano e alla fregata francese Hermione.  Alla fine della giornata di combattimento la nave, dopo aver ammainato la bandiera, fu catturata da una squadra d'abbordaggio proveniente dal vascello britannico Defiance. La battaglia era stata durissima  e sullo Aigle si erano registrati circa 100 morti, compreso lo stesso comandante Gourrége, e più di 200 feriti.  La nave fu presa a rimorchio dagli inglesi con l'obiettivo di essere portata nel porto di Gibilterra come bottino di guerra. Il giorno successivo l'equipaggio britannico, visto lo stato della nave, la abbandonò nelle mani dei francesi e il vascello trascinato dai venti e dalle correnti riuscì ad gettare l'ancora, dopo essersi alleggerito di una parte dei cannoni gettandoli fuoribordo. Lo Aigle fece poi naufragio il 23 ottobre, nelle acque dello stretto di Gibilterra, all'entrata del porto di Santa Maria, vicino a Cadice.